# Melophobia
Melophobia es el tercer long play de la banda estadounidense de rock indie y alternativo Cage the Elephant, programado para ser lanzado el 8 de octubre de 2013 mediante el sello RCA Records y con el asesoramiento del productor Jay Joyce. 
El primer sencillo «Come a Little Closer» se publicó el 8 de agosto de 2013. Previamente la banda había adelantado un fragmento mediante un video teaser de 46 segundos de duración que recopilaba imágenes del proceso de grabación en los estudios de Nashville. La canción debutó en el programa radial de Zane Lowe en la BBC Radio 1. En su primera semana alcanzó el primer puesto en la lista del sitio web The Hype Machine.

## Producción
Cage the Elephant comenzó a trabajar en el álbum en 2012 y el proceso de grabación se llevó a cabo en el primer semestre de 2013. La producción corrió por cuenta de Jay Joyce, quien ya había estado involucrado en los dos primeros álbumes de estudio de la banda Cage the Elephant y Thank You, Happy Birthday, de 2008 y 2011 respectivamente. El vocalista Matthew Shultz concedió una entrevista al sitio web Consequence of Sound y en ella profundizó sobre aspectos del álbum.
Confesó que trabajar Joyce complicó el desarrollo del disco por tratarse de alguien a quien conocían. En líneas generales afirmó que aspectos como la composición de las canciones representaron un desafío por el contraste entre la perspectiva de Shultz, quien escribió temas «reflexivos» y trabajó el concepto de «la realidad versus la percepción de la realidad», y la del resto de la banda que buscaba imprimir mayor energía y entusiasmo a la música.
A diferencia del álbum anterior, donde se lograron cerca de ochenta pistas, con Melophobia se adoptó otra metodología de trabajo y los miembros dedicaron tiempo a cada canción para «llevarla a su máximo potencial creativo», descartando cuando fuese necesario. Hubo enfrentamiento entre los integrantes de la banda por diferencias creativas e ideológicas y el vocalista confesó «este álbum nos puso a prueba como individuos y como un colectivo».

«Todo el proceso estuvo plagado de adversidades y dolor. No quiero que parezca que no fue gratificante porque hubo momentos de paz y hermosa gracia. Pero no hubo una parte del proceso que haya sido fácil. Siempre he leído sobre los músicos que no puede soportar su propia música o el sonido de su propia voz. Ahora entiendo eso. Criticar algo al punto de literalmente no poder hacerlo más. De literalmente volverse loco por eso.

Sobre esto último se desprende el título Melophobia, del inglés melofobia, «el odio o miedo a la música» en palabras de Shultz, quien concluyó «conquistar nuestra melofobia es lo que nos impulsa». 
En materia de influencias, el vocalista citó al cantante David Bowie

## Lanzamiento
A partir del 13 de agosto de 2013 se habilitó la pre compra en la plataforma iTunes, orden que incluye la descarga gratuita del sencillo «Come a Little Closer».

## Contenido
«It’s Just Forever» es una colaboración con la cantante Alison Mosshart, miembro de The Kills y The Dead Weather.

## Lista de canciones
| N.º | Título                                    | Duración |  |
| 1.  | «Spiderhead»                              | 3:43     |  |
| 2.  | «Come a Little Closer»                    | 3:49     |  |
| 3.  | «Telescope»                               | 3:48     |  |
| 4.  | «It’s Just Forever» (con Alison Mosshart) | 3:30     |  |
| 5.  | «Take It or Leave It»                     | 3:27     |  |
| 6.  | «Halo»                                    | 2:58     |  |
| 7.  | «Black Widow»                             | 3:07     |  |
| 8.  | «Hypocrite»                               | 4:09     |  |
| 9.  | «Teeth»                                   | 5:27     |  |
| 10. | «Cigarette Daydreams»                     | 3:29     |  |